# 朝比奈泰能
朝比奈泰能（1497年—1557年9月22日）戰國時代武將。今川家重臣。父親為朝比奈泰煕。兒子為朝比奈泰朝。遠江國掛川城主。

## 生涯
永正9年（1512年）父親死去後繼承家督，但在成年之前由叔父朝比奈泰以擔任後見役。
泰能為氏親、氏輝、義元等今川氏3代的宿老，大永6年（1526年）制定之「今川假名目錄」記載，泰能與三浦氏滿均為今川家重臣，在今川氏外交文書上，常與太原雪齋共同署名。迎娶壽桂尼之兄中御門宣秀之女為妻，與主君今川氏為姻親關係。
泰能以遠江國的要衝掛川城為居城，經常協助今川義元在西方（遠江、三河）領土之戰略規劃，並派遣朝比奈分家的泰長、元智兄弟等人進駐濱名湖西岸的宇津山城。泰能在天文17年（1548年）的小豆坂之戰時，也擔任總大將太原雪齋之副將。
天文18年（1549年），岡崎城城主松平廣忠横死之際，擔任岡崎城接收之任務。
泰能於弘治3年（1557年）8月30日病死。永祿3年（1560年）桶狹間之戰期間，進攻尾張鷲津砦的將領名稱亦為「朝比奈泰能」，實際上可能為嫡子泰朝之誤繕所致，也有可能是今川家自太原雪齋、泰能等等重臣死亡後，為免今川軍家中人心動搖，因而在3年內密不發喪。
泰能是繼雪齋之後輔佐今川義元之重臣，他的死去也讓義元深感嘆息。義元於桶狹間之戰被織田信長討死，是在泰能亡故的3年後。

## 相關作品
- 信長 KING OF ZIPANGU（1992年，演：俵一）
- 天下を獲った男 豊臣秀吉（日语：天下を獲った男 豊臣秀吉）（1993年，演：野口貴史）
- 織田信長（日语：織田信長 (1994年のテレビドラマ)）（1994年，演：波多野博）
- 風林火山（2007年，演：史朗（日语：下元史朗））